# Partido Interior
En la novela 1984, de George Orwell, el partido único del régimen totalitario que controla Oceanía se divide en dos mitades: el Partido Interior y el Partido Exterior. La parte Interior regula el Ingsoc. 
El partido Interior representa la parte aristocrática de la sociedad de Oceanía, y ha restringido sus miembros a 6 millones de personas (aproximadamente el 2% de la población). Los miembros del Partido Interior gozan de una calidad de vida que es mucho mejor que la de los proletarios o los miembros del Partido Ultraterrestre. Por ejemplo, la telepantalla (en ambos sentidos de televisión utilizados para la propaganda y la vigilancia) en sus hogares puede ser apagado (aunque esta revelación puede haber sido un método de engaño utilizado contra Winston y Julia), pero es inusual incluso para un miembro del Partido Interior apagar su telepantalla de más de 30 minutos. También tienen acceso a viviendas espaciosas, personal del servicio, transporte conveniente, y relativamente agradable comida y bebida (en contraste con la mala calidad y fabricados indebidamente).Los miembros del Partido Interior siempre son identificados por su traje negro (se debe al uniforme negro que usaban los miembros de las SS alemanas). Los miembros son seleccionados en una joven edad, de acuerdo con una batería de pruebas, no patrimonio familiar; lealtad a cualquier otra cosa que Ingsoc y al Gran Hermano, incluida la familia, está totalmente desaconsejada.
- Datos: Q1276803